# Attan
Attan (inaczej Atan lub Attan-i-Mili) – narodowy taniec afgańskich Pasztunów. Starodawny taniec plemion pasztuńskich z Baktrii, obecnie narodowy taniec Afganistanu, symbol zjednoczenia wielonarodowego państwa. Traktowany jak narodowy symbol typu flaga, hymn (w czasach panowania talibów był jedynym niezabronionym tańcem w Afganistanie). Wykonywany przez mężczyzn miał początkowo znaczenie rytualne, z czasem traktowany też jako bojowy taniec afgańskich muzułmanów. Aktualnie bardzo popularny w Afganistanie, tańczony jako ukoronowanie uroczystości rodzinnych czy państwowych.
Obecnie różne formy tańca:
- wojownicze
- weselne
- z okazji urodzin
- z okazji zaręczyn
- z powodu nastania wiosny itp.

Zazwyczaj tańczy się pod muzykę tworzoną przez następujące instrumenty:
- rabaab
- bębenek dhol
- tabla
- flet sorna
- fisharmonię.

To taniec w kręgu, w gronie od dwóch do powyżej stu osób. Polega na rytmicznym poruszaniu się osób, jedna za drugą w kręgu, kręcąc i przyśpieszając kroku pod coraz szybszy rytm. Jeśli ktoś gubi krok wypada z kręgu. Tempo melodii rośnie aż w kręgu pozostanie tylko jedna, dwie osoby. Czasem ktoś przewodzi w tańcu, który kończy się na znak dany przez tę osobę.
Taniec tańczy się najczęściej w tradycyjnych strojach. Od 5 do 15 minut, ale bywa że taniec trwa i kilka godzin. Kosztuje tancerzy dużo trudu.
Poszczególne okolice wytworzyły własne style tańca (zależnie od rodzaju instrumentów, kroków, strojów). Rodzaje stylów:
- Khumbar
- Kabulai
- Kochai
- Khattak
- Logarai
- Paktiawal / Khostai
- Wardag
- Warziri
- Zakheili

Pochodzenie tańca wiązane jest ze starogreckim tańcem na cześć Ateny